# Wojciech Pszoniak
Wojciech Zygmunt Pszoniak (ur. 2 maja 1942 we Lwowie, zm. 19 października 2020 w Warszawie) – polski aktor teatralny i filmowy, reżyser teatralny, pedagog.
W 1990 został uznany przez Gustawa Holoubka, Tadeusza Łomnickiego i Zbigniewa Zapasiewicza za jednego z trzech największych polskich aktorów dramatycznych po 1965 (obok Piotra Fronczewskiego i Andrzeja Seweryna). Międzynarodową sławę przyniosła mu rola Moryca Welta w Ziemi obiecanej Andrzeja Wajdy. Wystąpił w filmach Andrzeja Wajdy (Wesele, Danton i Korczak) oraz Jerzego Kawalerowicza (Austeria). Występował również na scenach francuskich i londyńskich. Był wielokrotnie odznaczany i nagradzany za wybitne osiągnięcia na rzecz kultury i sztuki.

## Życiorys
Pochodził ze Lwowa, gdzie urodził się i spędził pierwsze dwa lata życia. Pod koniec II wojny światowej jego rodzina musiała wyjechać z tego miasta. Dorastał w Gliwicach, w kamienicy przy ulicy Arkońskiej, w której mieszkał również młodszy o trzy lata Adam Zagajewski. W tym samym mieście, w młodości zaprzyjaźnił się z Tadeuszem Różewiczem. Grał na skrzypcach i klarnecie, uczył się gry na oboju w średniej szkole muzycznej w Bytomiu, udzielał się także w orkiestrze wojskowej i klubie szybowcowym. Występował w teatrach amatorskich i studenckich oraz kabaretach. W 1960 r. był w Gliwicach współzałożycielem (z Jackiem Grucą) Estrady Poetyckiej, która wkrótce przyjęła nazwę Studenckiego Teatru Poezji STEP. W 1961 założył kabaret „Czerwona Żyrafa”. W grudniu 1962 r. uzyskał świetne recenzje za rolę w premierowym przedstawieniu sztuki Tadeusza Różewicza pt. Świadkowie czyli Nasza Mała Stabilizacja w reżyserii Jana Klemensa na scenie gliwickiego Kino-Teatru X.
W 1968 ukończył studia na PWST w Krakowie. Występował na scenach Starego Teatru w Krakowie, Teatru Narodowego w Warszawie i Teatru Powszechnego w Warszawie. W latach 1974–1980 był wykładowcą w warszawskiej PWST. W latach 70. występował także w kabarecie Pod Egidą. Od końca lat 70. grał w teatrach francuskich, m.in. w Nanterre, Montparnasse i Chaillot, a także na scenach londyńskich. W latach 80. wyjechał na stałe do Paryża. Od lat 90. występował zarówno w spektaklach francuskich, jak i w polskich. Wystąpił m.in. w sztukach: Klątwa Stanisława Wyspiańskiego (reż. Konrad Swinarski, 1970), Miłość i gniew Johna Osborne’a (reż. Zygmunt Hübner, 1973), Rewizor Nikołaja Gogola (reż. Jerzy Gruza, 1977), Siedem pięter Dino Buzattiego (reż. Andrzej Barański, 1995), Śmieszny staruszek Tadeusza Różewicza (reż. Stanisław Różewicz, 1997) oraz w wyreżyserowanym przez siebie Dożywociu (2001) Aleksandra Fredry.
Na ekranie debiutował w bułgarskim serialu Proizszestwia na Sljapata ulica (1965). W filmie polskim natomiast w 1970 – Twarz anioła (reż. Zbigniew Chmielewski). Wystąpił w kilkudziesięciu filmach polskich, francuskich i w produkcjach międzynarodowych. Zagrał m.in. tytułową rolę w Diable (reż. Andrzej Żuławski, 1972), rolę Mieszka I w Gnieździe (reż. Jan Rybkowski, 1974), doktora Marglewskiego w Szpitalu przemienienia (reż. Edward Żebrowski, 1978), postać Siedelmayera, dyrektora cyrku w Arii dla atlety (reż. Filip Bajon, 1979), zagrał Josełe w Austerii (reż. Jerzy Kawalerowicz, 1982) oraz Kamińskiego w Strajku (reż. Volker Schlöndorff, 2007). Wystąpił także w filmach Andrzeja Wajdy: w roli dziennikarza i Stańczyka w Weselu (1972), Moryca w Ziemi obiecanej (1974), Robespierre’a w Dantonie (1983) i tytułowej roli w Korczaku (1990). Zagrał m.in. Władysława Gomułkę w filmie Czarny czwartek, opowiadającym o wydarzeniach grudniowych. Wystąpił również w filmie 1920 Bitwa Warszawska, w reżyserii Jerzego Hoffmana oraz filmach Mniejsze zło Janusza Morgensterna i Mała matura 1947 Janusza Majewskiego. Nagrywał także dla Teatru Polskiego Radia.
Został członkiem honorowego komitetu poparcia Bronisława Komorowskiego przed przyspieszonymi wyborami prezydenckimi 2010 oraz przed wyborami prezydenckimi w Polsce w 2015 roku.
Mieszkał na stałe we Francji, zawsze podkreślając swoje przywiązanie do Polski. W jednym z wywiadów powiedział:

Mieszkając na Zachodzie, nigdy nie traciłem kontaktu z Polską. Tu ciągle mam mieszkanie, własny NIP i PIT. Tu mam przyjaciół. Rodzice wychowywali mnie w przekonaniu, że Polska jest najlepszym i najpiękniejszym krajem. Dzięki podróżom po świecie zrozumiałem, że to nie do końca prawda, że są kraje piękniejsze i zasobniejsze. Ale miłość do ojczyzny jest jak miłość do matki. Kochać ją trzeba i szanować za to, że jest. Im bardziej biedna i umęczona, tym większej wymaga miłości.

Publikował felietony na portalu Koduj24.pl.
Zmarł 19 października 2020 w wieku 78 lat, wskutek choroby nowotworowej. 3 listopada, po mszy pogrzebowej, która odbyła się w kościele Środowisk Twórczych, urna z prochami artysty została złożona na cmentarzu Wojskowym na Powązkach (kwatera GII-tuje-3).

## Życie prywatne
Był żonaty z Barbarą Pszoniak. Miał dwóch starszych braci: o 12 lat Jerzego oraz o 11 lat Antoniego Pszoniaka, który również był aktorem.

## Filmografia

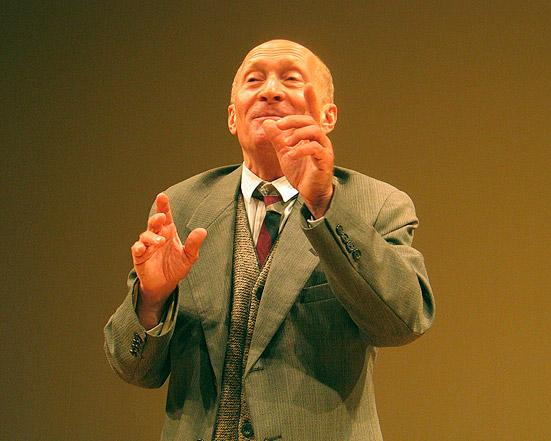
Wojciech Pszoniak podczas występu w "Belfrze" w Teatrze Bajka w Warszawie (2004)

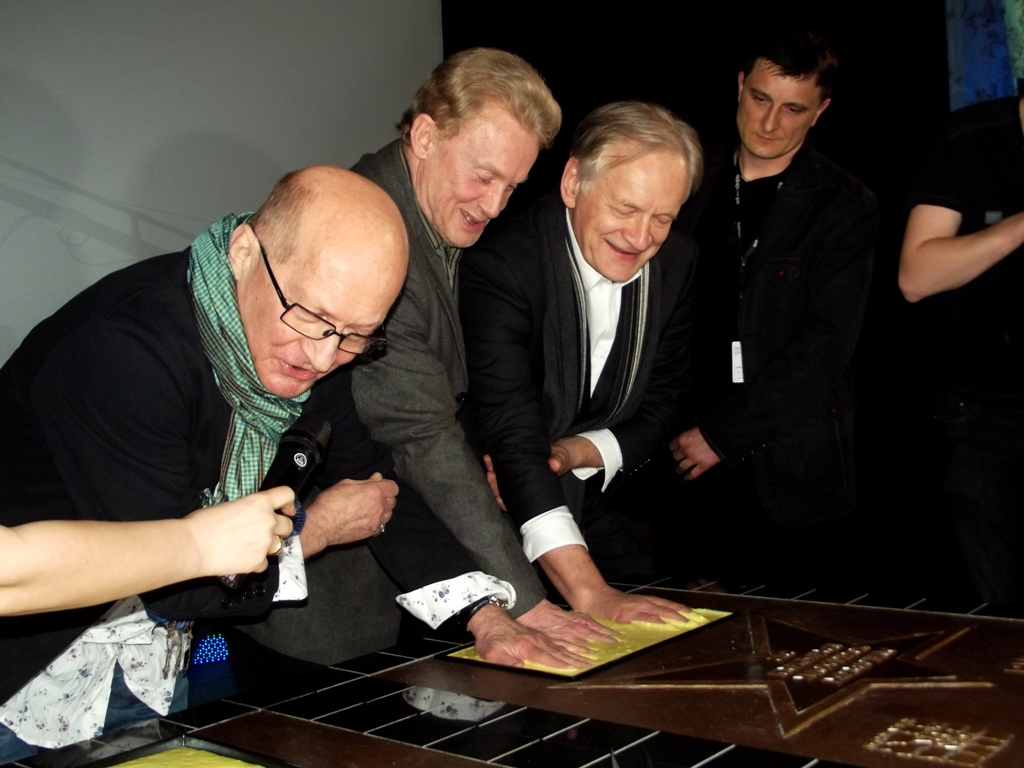
Wraz z Danielem Olbrychskim i Andrzejem Sewerynem, odtwórcy głównych ról w filmie Ziemia Obiecana

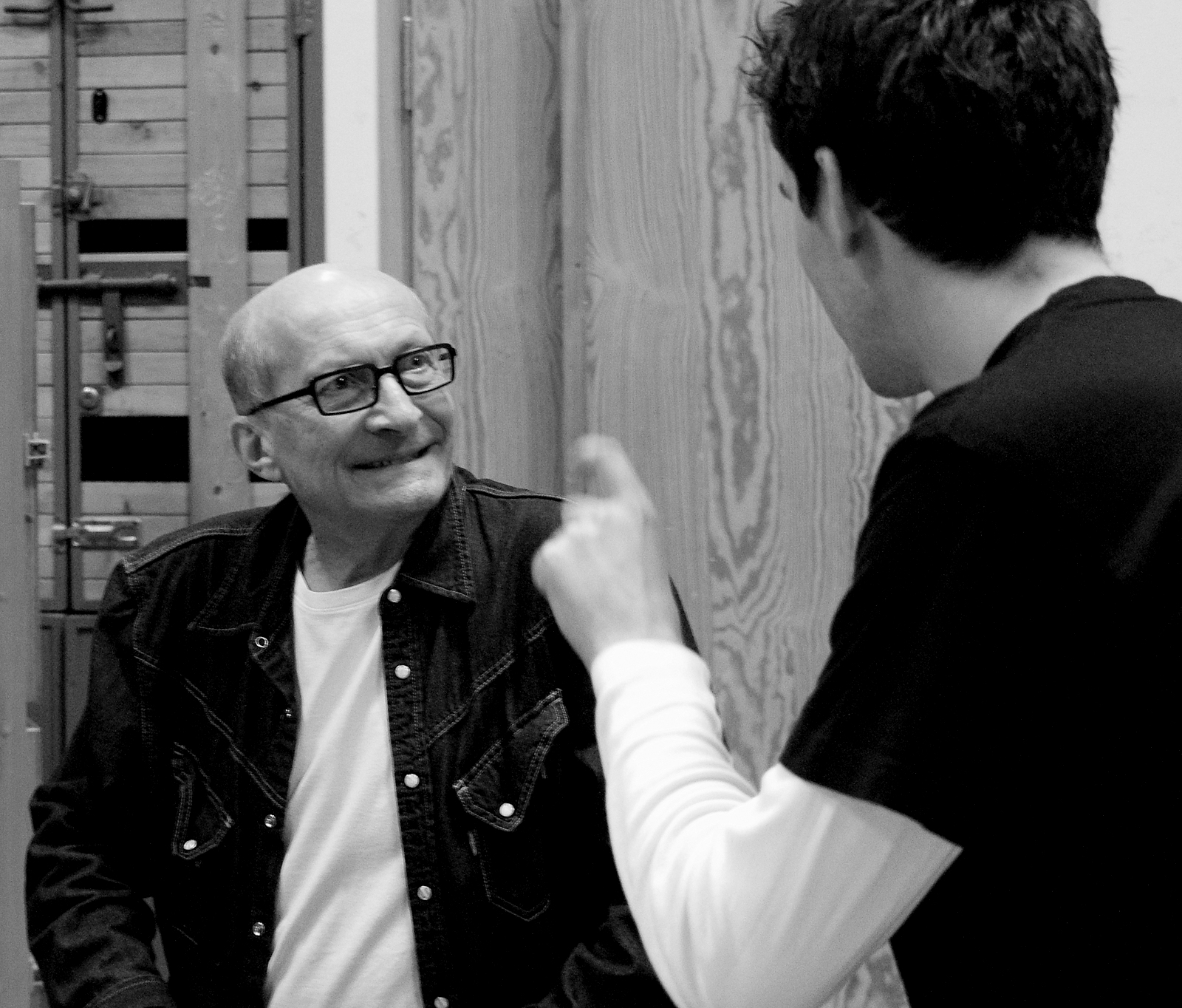
Wojciech Pszoniak podczas nagrania w Teatrze Polskiego Radia, 2008

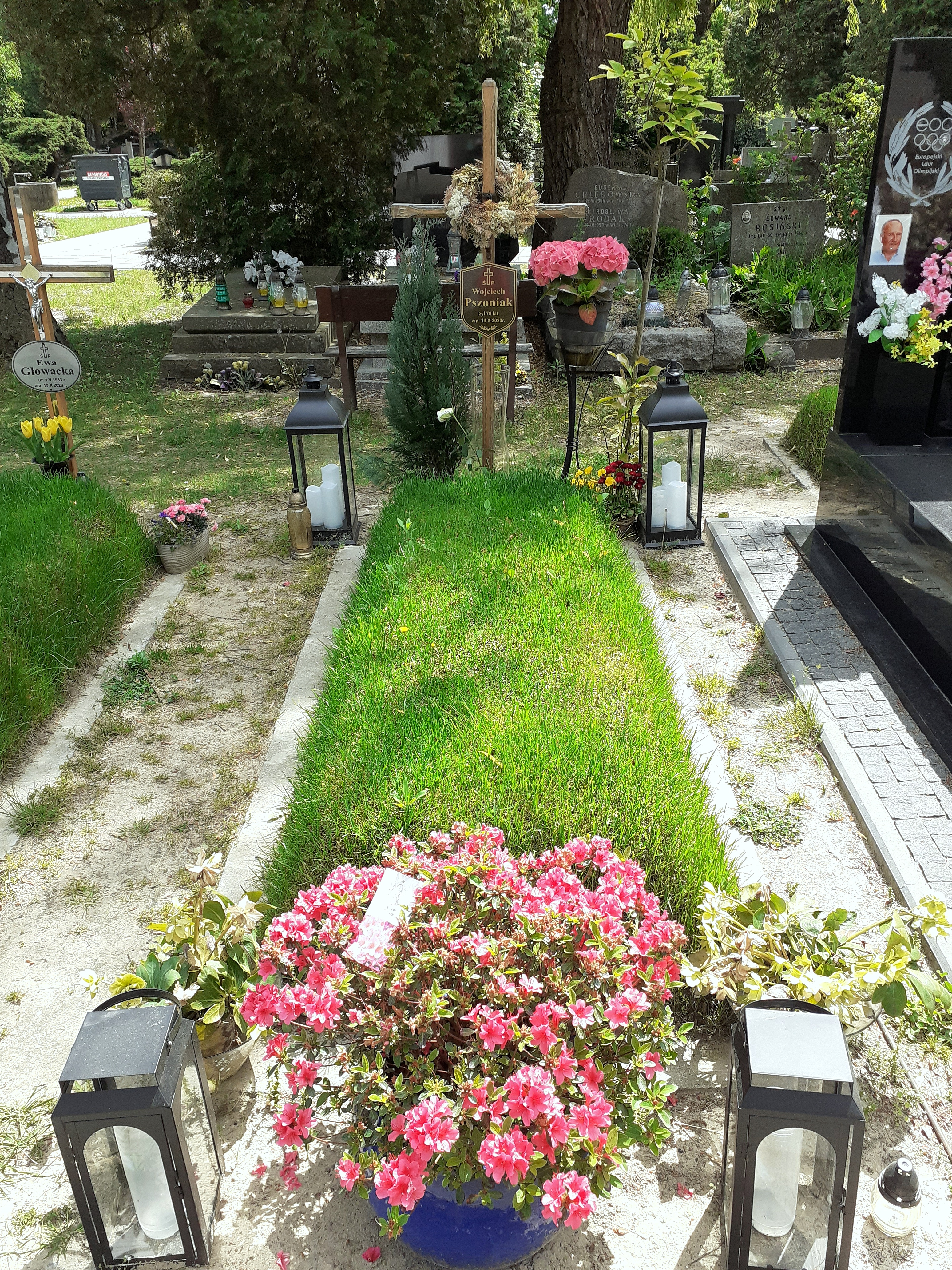
Grób Wojciecha Pszoniaka

- 1965: Произшествие на сляпата улица(inne języki) – francuski inspektor policji
- 1970: Twarz anioła – ojciec Tadka
- 1971: Piłat i inni – Jeszua Ha-Nocri
- 1972: Diabeł – diabeł
- 1972: Ostatni liść(inne języki) – Berman
- 1972: Przeprowadzka – inżynier Andrzej Nowicki
- 1972: Wesele –
  - Dziennikarz,
  - Stańczyk
- 1973: Królowa Elżbieta (serial telewizyjny, odc. 3) – książę Alencon (głos, polski dubbing)
- 1974: Czterdziestolatek (serial telewizyjny, odc. 3) – homoseksualista w kawiarni
- 1974: Gniazdo – Mieszko I
- 1974: Ziemia obiecana – Moryc Welt
- 1976: Skazany – Ryszard Bielczyk
- 1976: Motylem jestem, czyli romans 40-latka – redaktor Oswald z telewizji
- 1976: Parada oszustów (cykl telewizyjny) –
  - doktor Grewe (odc. 1),
  - Maksymilian Taadjen (odc. 2),
  - ślepiec (odc. 3)
- 1977: Rekolekcje – Marek
- 1977: Sprawa Gorgonowej – profesor
- 1978: Szpital Przemienienia – doktor Marglewski
- 1979: Aria dla atlety – Siedelmayer
- 1979: Golem – więzień
- 1980: Olimpiada ’40 – Otto Schultze
- 1981: Limuzyna Daimler-Benz – Bogdański
- 1981: Okno – kelner
- 1981: Spokojne lata – Śliz
- 1982: Austeria – Rudy Josełe
- 1982: Danton – Maximilien de Robespierre
- 1984: Przekątna gońca – Felton
- 1985: Gorzkie żniwa – Cybulkowski
- 1986: Nienawidzę aktorów – Hercule Potnik
- 1986: Mit meinen heissen Tranen(inne języki) – Kajetan
- 1988: Dwoje – Walkowicz
- 1988: Nokturn – Kajetan / ksiądz
- 1988: Czerwona Wenecja – Antonio Vivaldi
- 1988: Zabić księdza – grający w brydża
- 1988: Le testament d’un poète juif assassiné(inne języki) – sędzia
- 1988: Lata jak sandwicze – Max
- 1989: Coupe-Franche(inne języki) – Gyuri
- 1990: Korczak – Janusz Korczak
- 1990: Monsieur – Kaltz
- 1991: Gawin – Pierre / Xerkes
- 1992: Kiedy rozum śpi – Ottenhagen
- 1992: Wiatr ze wschodu[14] – pułkownik Lew Czeko
- 1992: Le bal des casse-pieds(inne języki) – Groboniek
- 1993: J’aime pas qu’on m’aime – Sammy
- 1994: Hańba i chwała – doktor
- 1994: The Deep Blue Sea – pan Miller
- 1995: Wielki tydzień – radca Zamojski
- 1997: Brat naszego Boga – nieznajomy
- 1999: L’atelier – Monsieur Leon
- 2000: Bajland – Jan Rydel, kandydat na prezydenta
- 2000: Deuxième vie – ojciec Vincenta
- 2001: Chaos – Pali
- 2001: Garderoba damska – bufetowy Miecio
- 2003: Zmowa milczenia – arcybiskup
- 2004: Vipère au poing(inne języki) Żmija w garści – ks. Wolica
- 2005:  Oliver Twist – Fagin (głos, polski dubbing)
- 2006: Oficerowie (serial telewizyjny) – Czesław Pieczur
- 2006: Strajk – Kamiński
- 2007: Nadzieja – Benedykt Weber
- 2008: Teraz albo nigdy! (serial telewizyjny) – Witold Koprowicz
- 2009: 39 i pół (serial telewizyjny, odc. 17) – pułkownik Stefan Dawidziuk
- 2009: Rocky i Łoś Superktoś – Borys Badenow (głos, polski dubbing)
- 2009: Mniejsze zło – pacjent
- 2010: Mistyfikacja – fryzjer
- 2010: Sprawiedliwi (serial telewizyjny, odc. 6-7) – Jakub Kohn
- 2010: Mała matura 1947 – major Trzaska
- 2010: Kret – Garbarek
- 2011: Czarny czwartek – Władysław Gomułka
- 2011: Wygrany – Profesor Karloff
- 2011: 1920 Bitwa warszawska – generał Maxime Weygand
- 2011: Ballada o Nessie – narrator (głos, polski dubbing)
- 2012: Cassos – pan Lotz
- 2014: Dziecko Rosemary (miniserial) – monsieur Wees
- 2015: Józef Czapski 1896–1993. Świadek wieku – lektor (głos)
- 2015: Carte blanche – profesor okulista
- 2015: Excentrycy, czyli po słonecznej stronie ulicy – Felicjan Zuppe
- 2017: Gdybyś mu zajrzał w serce – Polak[15]

## Wyróżnienia

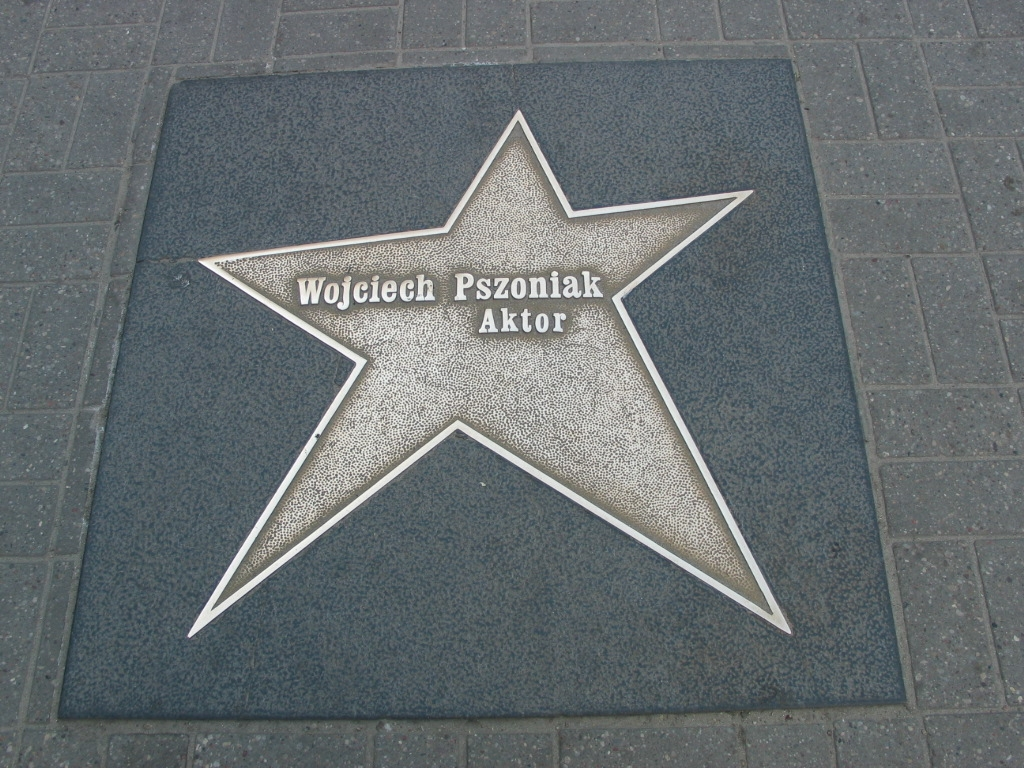
Gwiazda Pszoniaka w łódzkiej Alei Gwiazd

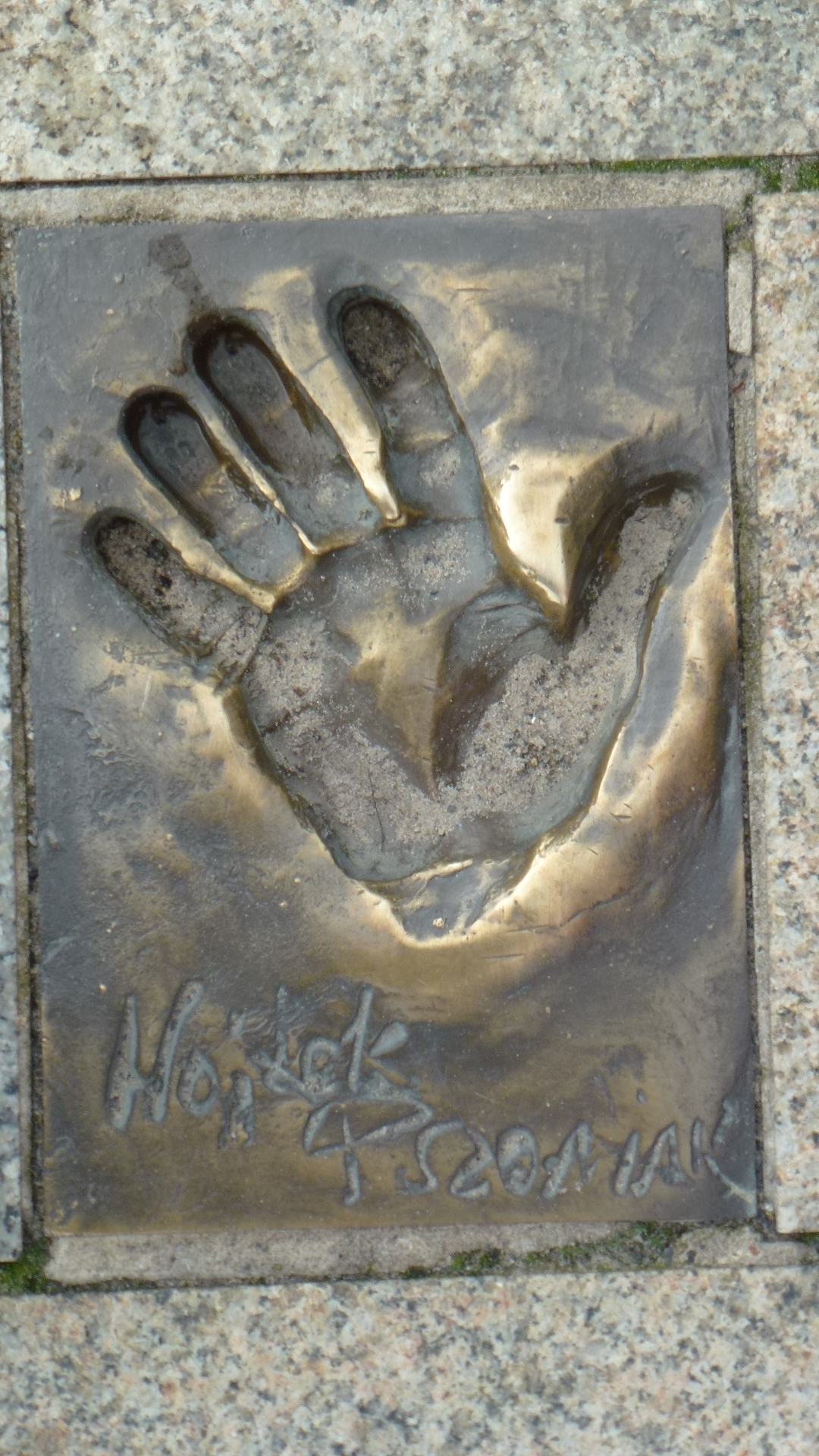
Odcisk dłoni na Promenadzie Gwiazd w Międzyzdrojach

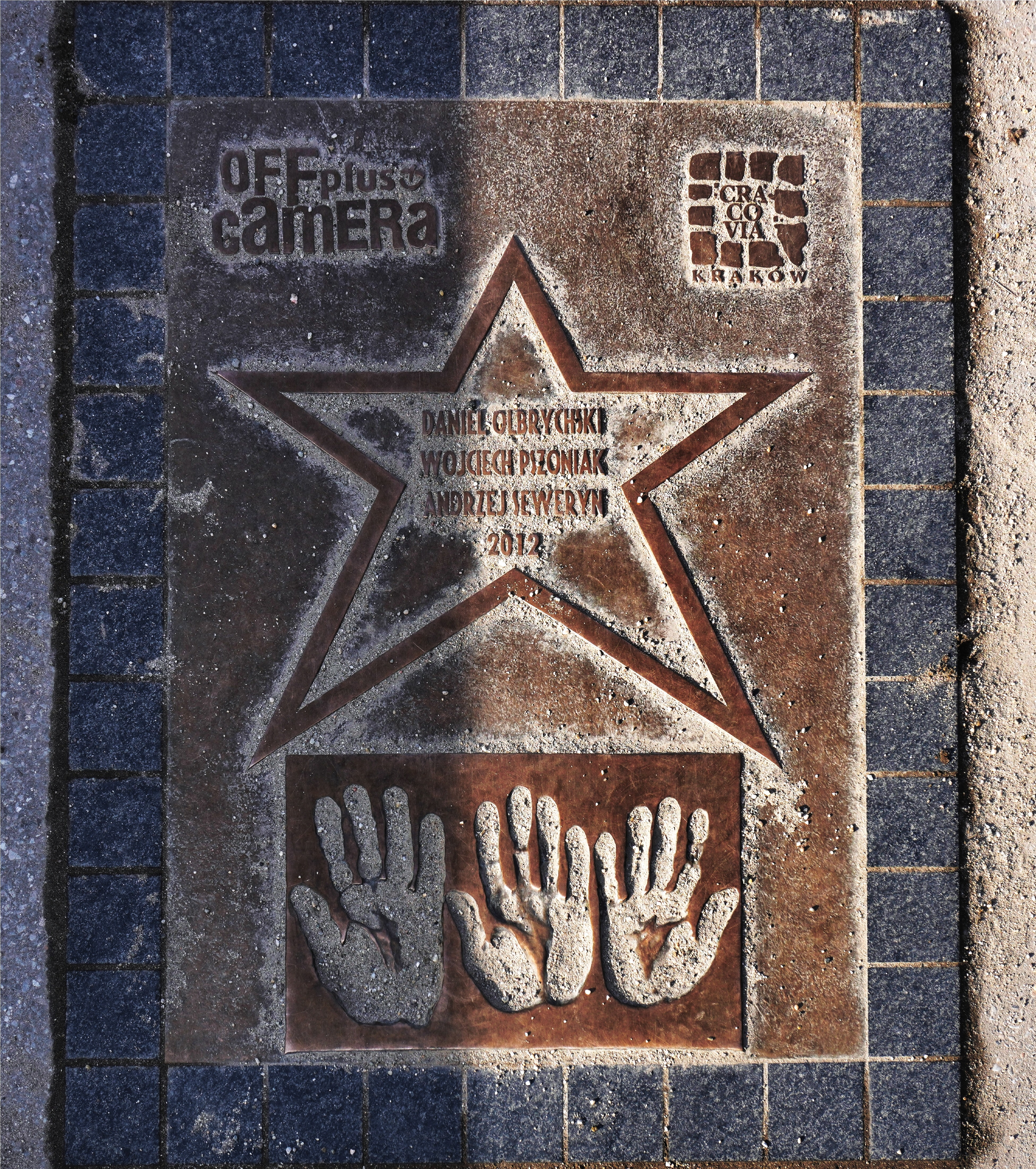
Gwiazda Daniela Olbrychskiego, Wojciecha Pszoniaka i Andrzeja Seweryna na Alei Gwiazd w Krakowie

### Odznaczenia
- Krzyż Komandorski Orderu Odrodzenia Polski – 2011[16]
- Złoty Krzyż Zasługi – 1975
- Złoty Medal „Zasłużony Kulturze Gloria Artis” – 2007[17]
- Oficer Orderu Narodowego Zasługi – Francja, 2008[18]
- Komandor Orderu Sztuki i Literatury – Francja, 2018[19]

### Nagrody
Role teatralne
- 1972: Nagroda w plebiscycie czytelników „Dziennika Polskiego” za rolę Wierchowieńskiego w Biesach wg Fiodora Dostojewskiego w Starym Teatrze im. Heleny Modrzejewskiej w Krakowie
- 1972: Nagroda im. Leona Schillera
- 1975: Nagroda Klubu Krytyki im. Tadeusza Żeleńskiego-Boya za wybitne osiągnięcia aktorskie
- 1975: Nagroda Ministra Kultury i Sztuki II stopnia za wybitne osiągnięcia aktorskie w teatrze i filmie
- 1975: Nagroda na I Opolskich Konfrontacjach Teatralnych za rolę Robespierra w Sprawie Dantona Stanisławy Przybyszewskiej w reżyserii Andrzeja Wajdy w Teatrze Powszechnym w Warszawie
- 1975: Nagroda główna indywidualna Kaliskich Spotkań Teatralnych za rolę Robespierre'a w Sprawa Dantona w Teatrze Powszechnym w Warszawie
- 1977: Nagroda na I Festiwalu Polskich Filmów i Widowisk Telewizyjnych w Olsztynie za rolę męską w spektaklu Nie do obrony Johna Osborne'a
- 1977: Nagroda I stopnia XVII Kaliskich Spotkań Teatralnych za rolę Augusta Strindberga w przedstawieniu Noc Trybad w Teatrze Powszechnym w Warszawie
- 1979: Nagroda na V Opolskich Konfrontacjach Teatralnych za rolę Papkina w Zemście Aleksandra Fredry w reżyserii Zygmunta Hubnera w Teatrze Powszechnym w Warszawie
- 1980: Nagroda dziennikarzy na IV Festiwalu Polskich Filmów i Widowisk Telewizyjnych w Olsztynie za perfekcyjne aktorstwo w widowisku dla dzieci Lokomotywa
- 2001: Nagroda im. Aleksandra Zelwerowicza, przyznana przez redakcję miesięcznika „Teatr” za sezon 2000/2001: role Leona w Pracowni krawieckiej Jean-Claude’a Grumberga w Teatrze Telewizji oraz François Pignona w Kolacji dla głupca Francisa Vebera w Teatrze Ateneum im. Stefana Jaracza w Warszawie
- 2012: Nagroda na XII Festiwalu Teatru Polskiego Radia i Teatru Telewizji Polskiej „Dwa Teatry” w Sopocie za rolę w spektaklu Skarpetki, opus 124
- 2014: Wielka Nagroda XIV Festiwalu Teatru Polskiego Radia i Teatru Telewizji Polskiej „Dwa Teatry” w Sopocie za wybitne kreacje aktorskie w Teatrze Polskiego Radia i Telewizji
- 2015: Splendor Splendorów im. Krzysztofa Zaleskiego, Nagroda Specjalna Teatru Polskiego Radia[20][21]

Role filmowe
- 1975: nagroda na 2. Festiwalu Polskich Filmów Fabularnych w Gdańsku za pierwszoplanową rolę męską Moryca Welta w Ziemi obiecanej
- 1983: nagroda Światowego Festiwalu Filmowego w Montrealu za rolę Robespierre’a w Dantonie w reżyserii Andrzeja
- 1990: „Artur”, nagroda Muzeum Kinematografii w Łodzi na XV FPFF w Gdańsku za kreacje aktorskie
- 2012: nagroda na 26. Festiwalu Wybranych Polskich Filmów Fabularnych „Tarnowskiej Nagrodzie Filmowej” za całokształt dokonań dla polskiej kinematografii, ze szczególnym uwzględnieniem wybitnej kreacji w filmie Ziemia obiecana
- 2015: nagroda na 40. Festiwalu Filmowym w Gdyni za drugoplanową rolę męską w filmie Excentrycy, czyli po słonecznej stronie ulicy
- 2016: „Ikona Polskiego Kina” na V Kołobrzeskim Festiwalu Filmowym „Suspense Film Festival” za całokształt wybitnej pracy aktorskiej
- 2016: Orzeł za najlepszą drugoplanową rolę męską w filmie Excentrycy, czyli po słonecznej stronie ulicy

### Inne
- 1997: odciśnięcie dłoni Wojciecha Pszoniaka na Promenadzie Gwiazd podczas II Festiwalu Gwiazd w Międzyzdrojach
- 1998: odsłonięcie gwiazdy Wojciecha Pszoniaka w Alei Gwiazd na ulicy Piotrkowskiej w Łodzi
- 2011: tytuł Honorowego Obywatela Miasta Gliwice[22]
- 2017: Kamień Optymizmu oraz tytuł Aktora NieZwykłego na Festiwalu Filmów-Spotkań NieZwykłych w Sandomierzu[23]
- 2020: nagroda 100-lecia ZAiKS-u[24]